# Statistiche e record del Torino Football Club
Sono indicate in questa pagina le statistiche e i record del Torino Football Club, società calcistica italiana con sede a Torino fondata il 3 dicembre 1906.

## Campionato di serie A
| Livello | Categoria           | Partecipazioni | Debutto | Ultima stagione | Totale |
| ------- | ------------------- | -------------- | ------- | --------------- | ------ |
| 1º      | Prima Categoria     | 10             | 1906-07 | 1920-21         | 99     |
| 1º      | Prima Divisione     | 5              | 1921-22 | 1925-26         | 99     |
| 1º      | Divisione Nazionale | 4              | 1926-27 | 1945-46         | 99     |
| 1º      | Serie A             | 80             | 1929-30 | 2023-24         | 99     |

### Statistiche di tutte le squadre affrontate
G = partite giocate; VC = vittorie in casa; PC = pareggi in casa; SC = sconfitte in casa; VF = vittorie fuori casa; PF = pareggi fuori casa; SF = sconfitte fuori casa; VT = vittorie totali; PT = pareggi totali; ST = sconfitte totali; GF = gol fatti; GS = gol subiti. 
Saldo vittorie-sconfitte:  = positivo;  = neutro;  = negativo.
Statistiche aggiornate al 19 gennaio 2020.
| Squadra         | G   | VC | PC | SC | VF | PF | SF | VT | PT | ST | GF  | GS  | Saldo |
| --------------- | --- | -- | -- | -- | -- | -- | -- | -- | -- | -- | --- | --- | ----- |
| Alessandria     | 24  | 8  | 3  | 1  | 1  | 8  | 3  | 9  | 11 | 4  | 50  | 26  | Si    |
| Ancona          | 2   | 1  | 0  | 0  | 1  | 0  | 0  | 2  | 0  | 0  | 5   | 1   | Si    |
| Andrea Doria    | 2   | 1  | 0  | 0  | 1  | 0  | 0  | 2  | 0  | 0  | 8   | 2   | Si    |
| Ascoli          | 28  | 11 | 2  | 1  | 2  | 7  | 5  | 13 | 9  | 6  | 36  | 24  | Si    |
| Atalanta        | 103 | 27 | 18 | 6  | 16 | 20 | 16 | 43 | 38 | 22 | 151 | 101 | Si    |
| Avellino        | 20  | 7  | 3  | 0  | 2  | 5  | 3  | 9  | 8  | 3  | 28  | 16  | Si    |
| Bari            | 48  | 18 | 3  | 3  | 5  | 9  | 10 | 23 | 12 | 13 | 90  | 53  | Si    |
| Benevento       | 2   | 1  | 0  | 0  | 1  | 0  | 0  | 2  | 0  | 0  | 4   | 0   | Si    |
| Bologna         | 125 | 33 | 20 | 10 | 13 | 16 | 33 | 46 | 36 | 43 | 167 | 156 | Si    |
| Brescia         | 37  | 12 | 4  | 2  | 10 | 3  | 6  | 21 | 7  | 8  | 69  | 30  | Si    |
| Cagliari        | 65  | 17 | 10 | 6  | 7  | 12 | 13 | 24 | 21 | 19 | 74  | 67  | Si    |
| Carpi           | 2   | 0  | 1  | 0  | 0  | 0  | 1  | 0  | 1  | 1  | 1   | 2   | No    |
| Casale          | 8   | 4  | 0  | 0  | 0  | 1  | 3  | 4  | 1  | 3  | 22  | 11  | Si    |
| Catania         | 28  | 8  | 6  | 0  | 4  | 5  | 5  | 12 | 11 | 5  | 36  | 24  | Si    |
| Catanzaro       | 14  | 5  | 1  | 1  | 2  | 2  | 3  | 7  | 3  | 4  | 19  | 8   | Si    |
| Cesena          | 20  | 6  | 2  | 3  | 2  | 6  | 2  | 8  | 9  | 3  | 30  | 17  | Si    |
| Chievo          | 22  | 7  | 3  | 1  | 3  | 4  | 4  | 10 | 7  | 5  | 29  | 21  | Si    |
| Como            | 26  | 7  | 5  | 1  | 6  | 4  | 3  | 13 | 9  | 4  | 37  | 21  | Si    |
| Cremonese       | 12  | 3  | 2  | 1  | 2  | 2  | 2  | 5  | 4  | 3  | 14  | 12  | Si    |
| Crotone         | 4   | 1  | 1  | 0  | 1  | 1  | 0  | 2  | 2  | 0  | 9   | 4   | Si    |
| Empoli          | 18  | 3  | 2  | 4  | 0  | 6  | 3  | 3  | 8  | 7  | 10  | 15  | No    |
| Fiorentina      | 141 | 39 | 19 | 13 | 9  | 29 | 32 | 48 | 48 | 45 | 180 | 180 | Si    |
| Foggia          | 22  | 6  | 4  | 1  | 3  | 5  | 3  | 9  | 9  | 4  | 22  | 14  | Si    |
| Frosinone       | 4   | 2  | 0  | 0  | 2  | 0  | 0  | 4  | 0  | 0  | 11  | 6   | Si    |
| Genoa           | 97  | 28 | 14 | 6  | 11 | 14 | 24 | 39 | 28 | 30 | 157 | 136 | Si    |
| Inter           | 155 | 27 | 23 | 28 | 11 | 27 | 39 | 38 | 50 | 67 | 156 | 222 | No    |
| Juventus        | 153 | 21 | 23 | 34 | 16 | 20 | 39 | 37 | 43 | 73 | 154 | 231 | No    |
| Lazio           | 129 | 28 | 23 | 13 | 11 | 31 | 23 | 39 | 54 | 36 | 155 | 158 | Si    |
| Lecce           | 15  | 4  | 2  | 2  | 1  | 4  | 2  | 5  | 6  | 4  | 23  | 17  | Si    |
| Lecco           | 6   | 2  | 1  | 0  | 0  | 2  | 1  | 2  | 3  | 1  | 8   | 6   | Si    |
| Legnano         | 6   | 1  | 1  | 1  | 1  | 2  | 0  | 2  | 3  | 1  | 10  | 5   | Si    |
| Liguria         | 10  | 5  | 0  | 0  | 2  | 0  | 3  | 7  | 0  | 3  | 21  | 9   | Si    |
| Livorno         | 32  | 13 | 1  | 2  | 6  | 8  | 2  | 19 | 9  | 4  | 70  | 28  | Si    |
| Lucchese        | 16  | 6  | 2  | 0  | 0  | 5  | 3  | 6  | 7  | 3  | 33  | 24  | Si    |
| Mantova         | 14  | 7  | 0  | 0  | 2  | 5  | 1  | 9  | 5  | 0  | 24  | 9   | Si    |
| Messina         | 6   | 2  | 1  | 0  | 2  | 1  | 0  | 4  | 2  | 0  | 8   | 2   | Si    |
| Milan           | 151 | 24 | 35 | 17 | 12 | 20 | 43 | 36 | 55 | 60 | 155 | 228 | No    |
| Modena          | 26  | 7  | 6  | 0  | 7  | 1  | 5  | 14 | 7  | 5  | 51  | 27  | Si    |
| Napoli          | 133 | 25 | 24 | 18 | 9  | 30 | 27 | 34 | 54 | 45 | 145 | 164 | No    |
| Novara          | 24  | 10 | 1  | 1  | 5  | 3  | 4  | 15 | 4  | 5  | 46  | 25  | Si    |
| Padova          | 30  | 13 | 1  | 1  | 2  | 3  | 10 | 15 | 4  | 11 | 52  | 49  | Si    |
| Palermo         | 46  | 17 | 5  | 1  | 5  | 9  | 9  | 22 | 14 | 10 | 73  | 36  | Si    |
| Parma           | 31  | 3  | 7  | 5  | 2  | 4  | 10 | 5  | 11 | 15 | 28  | 49  | No    |
| Perugia         | 18  | 6  | 2  | 1  | 1  | 2  | 6  | 7  | 4  | 7  | 18  | 15  |       |
| Pescara         | 14  | 6  | 1  | 0  | 2  | 3  | 2  | 8  | 4  | 2  | 27  | 13  | Si    |
| Piacenza        | 10  | 3  | 1  | 1  | 2  | 0  | 3  | 5  | 1  | 4  | 15  | 12  | Si    |
| Pisa            | 14  | 4  | 2  | 1  | 1  | 3  | 3  | 5  | 5  | 4  | 14  | 13  | Si    |
| Pistoiese       | 2   | 1  | 0  | 0  | 0  | 1  | 0  | 1  | 1  | 0  | 2   | 1   | Si    |
| Pro Patria      | 24  | 10 | 2  | 0  | 4  | 3  | 5  | 14 | 5  | 5  | 53  | 29  | Si    |
| Pro Vercelli    | 12  | 5  | 1  | 0  | 3  | 0  | 3  | 8  | 1  | 3  | 24  | 7   | Si    |
| Reggiana        | 4   | 2  | 0  | 1  | 0  | 0  | 2  | 2  | 0  | 2  | 6   | 2   |       |
| Reggina         | 10  | 2  | 2  | 1  | 1  | 2  | 2  | 3  | 4  | 3  | 13  | 12  |       |
| Roma            | 151 | 34 | 27 | 14 | 15 | 13 | 48 | 49 | 40 | 62 | 196 | 207 | No    |
| Salernitana     | 2   | 1  | 0  | 0  | 1  | 0  | 0  | 2  | 0  | 0  | 11  | 2   | Si    |
| Sampdoria       | 105 | 29 | 15 | 8  | 7  | 24 | 22 | 36 | 39 | 30 | 131 | 120 | Si    |
| Sampierdarenese | 8   | 4  | 0  | 0  | 2  | 0  | 2  | 6  | 0  | 2  | 22  | 8   | Si    |
| Sassuolo        | 14  | 5  | 0  | 2  | 1  | 5  | 1  | 6  | 5  | 3  | 23  | 16  | Si    |
| Siena           | 8   | 2  | 1  | 1  | 0  | 2  | 2  | 2  | 2  | 3  | 6   | 7   | No    |
| SPAL            | 35  | 14 | 2  | 2  | 4  | 9  | 4  | 18 | 11 | 6  | 37  | 27  | Si    |
| Ternana         | 4   | 1  | 1  | 0  | 0  | 1  | 1  | 2  | 0  | 2  | 4   | 3   |       |
| Triestina       | 54  | 23 | 4  | 0  | 6  | 7  | 14 | 29 | 11 | 14 | 94  | 52  | Si    |
| Udinese         | 69  | 17 | 8  | 9  | 6  | 14 | 15 | 23 | 22 | 24 | 78  | 77  | No    |
| Varese          | 14  | 6  | 1  | 0  | 0  | 4  | 3  | 6  | 5  | 3  | 16  | 10  | Si    |
| Venezia         | 24  | 8  | 2  | 2  | 3  | 5  | 4  | 11 | 7  | 6  | 36  | 25  | Si    |
| Verona          | 51  | 10 | 12 | 3  | 10 | 9  | 7  | 20 | 21 | 10 | 63  | 48  | Si    |
| Vicenza         | 52  | 15 | 8  | 3  | 7  | 12 | 7  | 22 | 20 | 10 | 69  | 37  | Si    |

Fonte:  Scontri diretti » Torino, su calcio.com. URL consultato il 2 settembre 2017.

### Campionati vinti

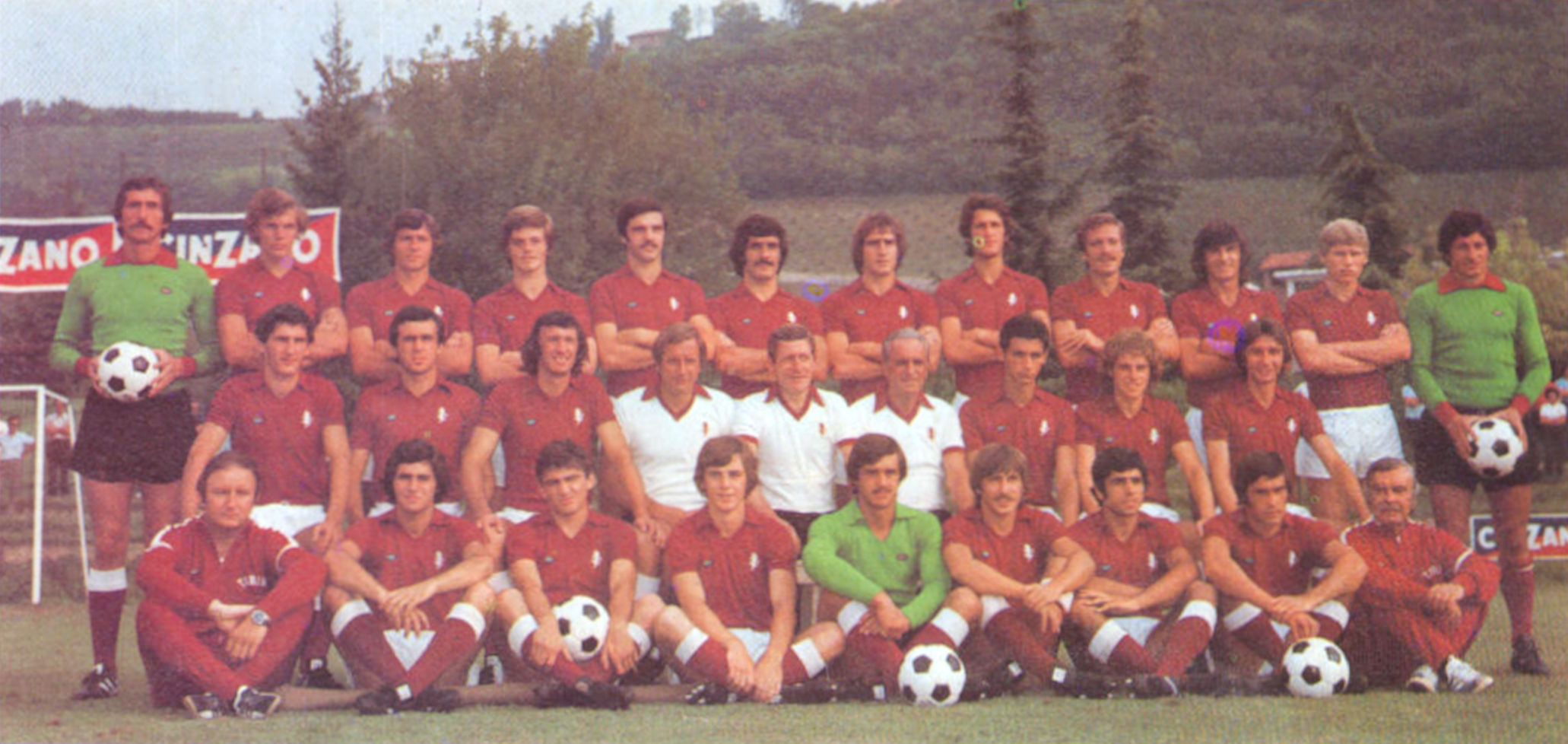
Il Torino Campione d'Italia nel 1976

Il Torino ha vinto 7 volte il campionato italiano di Serie A.
- 1927-1928:  1º titolo
- 1942-1943:  2º titolo
- 1945-1946:  3º titolo
- 1946-1947:  4º titolo
- 1947-1948:  5º titolo
- 1948-1949:  6º titolo
- 1975-1976:  7º titolo

Il Torino ha vinto anche il campionato 1926-1927, titolo però revocato a seguito del Caso Allemandi.

### Secondi posti

Il Torino secondo classificato nel 1985.

Il Torino ha chiuso per 8 volte il campionato in seconda posizione.
- 1907
- 1928-1929
- 1938-1939
- 1941-1942
- 1971-1972
- 1976-1977
- 1977-1978
- 1984-1985

### Terzi posti

Il Torino terzo classificato in Serie A e finalista di Coppa UEFA nel 1992

Il Torino ha chiuso per 5 volte il campionato in terza posizione.
- 1935-1936
- 1936-1937
- 1964-1965
- 1977-1978
- 1991-1992

### Titoli d'inverno
Il Torino ha conquistato per 3 volte il titolo ufficioso di Campione d'Inverno, terminando al primo posto in classifica il girone di andata. Nelle stagioni 1942-1943 e 1948-1949 i granata vinsero poi lo Scudetto alla fine del campionato.
- 1942-1943
- 1948-1949
- 1976-1977

### I record in Serie A

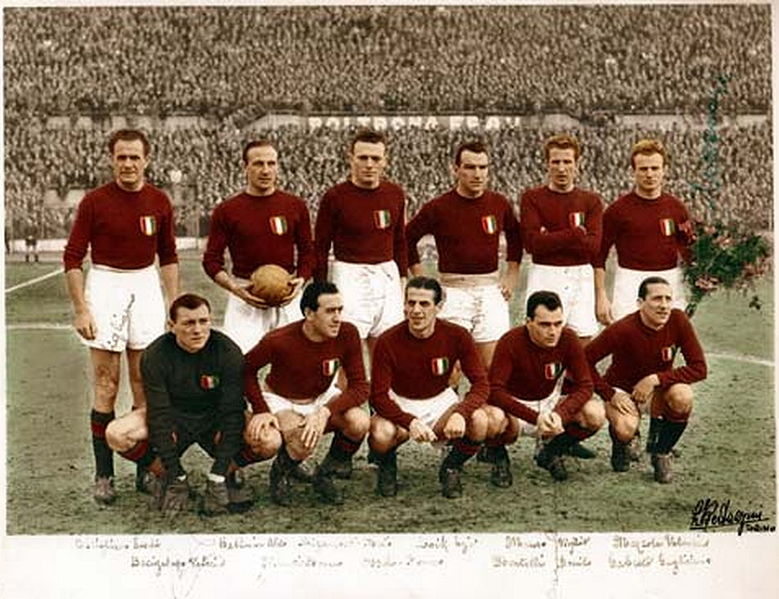
Il Grande Torino, detentore di numerosi record della Serie A.

Con l'appellativo di Grande Torino è ricordata la squadra del Torino campione d'Italia per 5 anni consecutivi nella seconda metà degli anni quaranta. L'intera squadra, insieme a giornalisti e accompagnatori, perì nella Tragedia di Superga. Il Grande Torino stabilì numerosi record calcistici, molti dei quali sono tuttora imbattuti. Il capitano Valentino Mazzola, oltre ad essere considerato uno dei più forti calciatori italiani di tutti i tempi, fu autore della più veloce tripletta in Serie A in Torino - Vicenza 6 a 0, giocata il 20 aprile 1947 (gol al 29', 30', 31').
Il Torino è rimasto imbattuto in casa 10 stagioni nella sua storia: nella stagione 1941-42; dal 1943 al 1949 (imbattibilità record in Serie A); dal 1975 al 1978 e nella stagione 1990-1991.
Il Torino è l'unica squadra, in tutti i campionati di Serie A a girone unico, ad essere riuscita a realizzare dieci goal in una partita. Il 2 maggio 1948 allo stadio Filadelfia sconfisse l'Alessandria con il punteggio di 10-0.
Il Torino detiene il record di punti raccolti in casa in un campionato a 16 squadre: nella stagione 1975-1976 vinse 14 dei 15 incontri disputati, fermato solo dal Cesena all'ultima giornata. Questo pareggio sarebbe potuto non bastare per lo Scudetto, ma la Juventus venne sconfitta a Perugia e i granata tornarono a vincere lo scudetto 27 anni dopo Superga.
Dati aggiornati alla stagione 2020-2021 

- Maggior numero di vittorie in campionato:
16 squadre: 21 (1976-77)
18 squadre: 16 (1964-65)
20 squadre: 28 (1946-47)
21 squadre: 29 (1947-48)*
- Minor numero di vittorie in campionato:
16 squadre: 6 (1970-71)
18 squadre: 4 (2002-03)
20 squadre: 7 (2020-21)
21 squadre: 29 (1947-48)
- Maggior numero di pareggi in campionato:
16 squadre: 15 (1987-88)
18 squadre: 18 (1966-67)
20 squadre: 16 (2007-08; 2012-13; 2020-21)
21 squadre: 7 (1947-48)
- Minor numero di pareggi in campionato:
16 squadre: 8 (1976-77; 1980-81)
18 squadre: 7 (1929-30)
20 squadre: 7 (2019-20)
21 squadre: 7 (1947-48)
- Maggior numero di sconfitte in campionato:
16 squadre: 13 (1934-35)
18 squadre: 21 (2002-03)
20 squadre: 20 (2008-09, 2019-20)
21 squadre: 4 (1947-48)
- Minor numero di sconfitte in campionato:
16 squadre: 1 (1976-77)
18 squadre: 5 (1991-92)
20 squadre: 3 (1946-47; 1948-49)
21 squadre: 4 (1947-48)*
- Maggior numero di vittorie in casa:
16 squadre: 14 (1975-76)*
18 squadre: 12 (1934-35)
20 squadre: 18 (1948-49)
21 squadre: 19 (1947-48)*
- Minor numero di vittorie in casa:
16 squadre: 5 (1979-80; 1980-81)
18 squadre: 4 (2002-03)
20 squadre: 3 (2020-21)
21 squadre: 19 (1947-48)
- Maggior numero di vittorie in trasferta:
16 squadre: 10 (1942-43)*
18 squadre: 6 (1929-30; 1991-92)
20 squadre: 13 (1946-47)
21 squadre: 10 (1947-48)*
- Minor numero di vittorie in trasferta:
16 squadre: 0 (1970-71; 1985-86)
18 squadre: 0 (1933-34; 1995-96; 2002-03)
20 squadre: 0 (1950-51)
21 squadre: 10 (1947-48)
- Maggior numero di pareggi in casa:
16 squadre: 8 (1979-80)
18 squadre: 9 (1966-67; 1988-89; 1990-91)
20 squadre: 9 (2020-21)
21 squadre: 1 (1947-48)*

- Minor numero di pareggi in casa:
16 squadre: 1 (1985-86)
18 squadre: 2 (1932-33)
20 squadre: 1 (1947-48; 1948-49)
21 squadre: 1 (1947-48)*
- Maggior numero di pareggi in trasferta:
16 squadre: 10 (1985-86)
18 squadre: 10 (1953-54)
20 squadre: 13 (2018-19)*
21 squadre: 6 (1947-48)
- Minor numero di pareggi in trasferta:
16 squadre: 2 (1935-36)
18 squadre: 2 (1988-89)
20 squadre: 3 (1949-50; 2015-16)
21 squadre: 6 (1947-48)
- Maggior numero di sconfitte in casa:
16 squadre: 6 (1980-81)
18 squadre: 6 (1953-54; 1999-00)
20 squadre: 9 (2002-03; 2006-07)
21 squadre: 0 (1947-48)
- Minor numero di sconfitte in casa:
16 squadre: 0 (1941-42; 1971-72; 1975-76; 1976-77; 1977-78)
18 squadre: 0 (1990-91)
20 squadre: 0 (1946-47; 1948-49)
21 squadre: 0 (1947-48)
- Maggior numero di sconfitte in trasferta:
16 squadre: 9 (1934-35; 1972-73)
18 squadre: 13 (1988-89)
20 squadre: 14 (1950-51)
21 squadre: 4 (1947-48)
- Minor numero di sconfitte in trasferta:
16 squadre: 1 (1976-77)
18 squadre: 4 (1991-92; 1992-93)
20 squadre: 2 (2018-2019)
21 squadre: 4 (1947-48)*
- Maggior numero di gare consecutive in gol in campo proprio:
 76 (dall'8ª giornata 1946-47 alla 3ª giornata 1950-51)*
- Imbattibilità casalinga:
 88 giornate (dal 31 gennaio 1943 al 6 novembre 1949)*
- Vittoria più larga in casa:
2 maggio 1948: Torino-Alessandria 10-0 (1947-48)*
- Vittoria più larga in trasferta:
5 ottobre 1947: Roma-Torino 1-7 (1947-48)
- Sconfitta più larga in casa:
25 gennaio 2020: Torino-Atalanta 0-7 (2019-20)
12 maggio 2021: Torino-Milan 0-7 (2020-21)
- Sconfitta più larga in trasferta:
26 febbraio 1950: Milan-Torino 7-0 (1949-50)

| Punti - Maggior numero di punti ottenuti in una stagione: - Vittoria da 2 punti: 16 squadre: 50 punti (1976-77) 18 squadre: 44 punti (1964-65) 20 squadre: 63 punti (1946-47)* 21 squadre: 65 punti (1947-48)* - Vittoria da 3 punti (dal 1994): 18 squadre: 45 punti (1994-95) 20 squadre: 63 punti (2018-19) - Maggior numero di punti ottenuti in casa in una stagione: - Vittoria da 2 punti: 16 squadre: 29 punti (1975-76)* 18 squadre: 25 punti (1964-65; 1990-91) 20 squadre: 37 punti (1948-49)* 21 squadre: 39 punti (1947-48)* - Vittoria da 3 punti (dal 1994): 18 squadre: 33 punti (1994-95) 20 squadre: 38 punti (2018-19) - Maggior numero di punti ottenuti in trasferta in una stagione: - Vittoria da 2 punti: 16 squadre: 22 punti (1942-43; 1976-77) 18 squadre: 19 punti (1964-65; 1991-92) 20 squadre: 29 punti (1946-47) 21 squadre: 26 punti (1947-48)* - Vittoria da 3 punti (dal 1994): 18 squadre: 17 punti (2001-02) 20 squadre: 31 punti (2022-23) - Maggior numero di punti di vantaggio sulla seconda classificata: - Vittoria da 2 punti: 16 squadre: 2 punti (1975-76, Juventus seconda classificata) 20 squadre: 10 punti (1946-47, Juventus seconda classificata)* 21 squadre: 16 punti (1947-48, Milan secondo classificato)* | Reti - Maggior numero di reti segnate in campionato: 16 squadre: 68 (1942-43) 18 squadre: 48 (1964-65) 20 squadre: 104 (1946-47) 21 squadre: 125 (1947-48)* - Minor numero di reti segnate in campionato: 16 squadre: 20 (1969-70) 18 squadre: 23 (2002-03) 20 squadre: 27 (2006-07) 21 squadre: 125 (1947-48) - Maggior numero di reti subite in campionato: 16 squadre: 50 (1940-41) 18 squadre: 71 (1958-59) 20 squadre: 76 (1949-50) 21 squadre: 33 (1947-48) - Minor numero di reti subite in campionato: 16 squadre: 14 (1976-77) 18 squadre: 20 (1991-92) 20 squadre: 32 (1945-46) 21 squadre: 33 (1947-48)* |

L'asterisco (*) indica un record assoluto nel campionato italiano
Fonte: archiviotoro.it, Agenda Granata 2 (resoconti stagionali), Assolutamente Toro, pp. 718-719

## Campionato di serie B
| Livello | Categoria | Partecipazioni | Debutto | Ultima stagione |
| ------- | --------- | -------------- | ------- | --------------- |
| 2°      | Serie B   | 12             | 1959-60 | 2011-12         |

Il Torino ha disputato 12 campionati di Serie B, il primo dei quali nella stagione 1959-60. Il miglior marcatore dei granata e giocatore con più presenze nel campionato cadetto è Marco Ferrante, 79 reti in 146 gare giocate. Il peggior piazzamento dei granata in Serie B è il dodicesimo posto ottenuto al termine della stagione 2003-04. Il Torino ha ottenuto la promozione in Serie A in 7 delle 12 stagioni disputate nel campionato minore.

### Campionati vinti

Il Torino vincitore del campionato cadetto nel 1990.

Il Torino ha vinto 3 volte il campionato italiano di Serie B.
- 1959-60
- 1989-90
- 2000-01

### Secondi posti
Il Torino ha chiuso per due volte il campionato di Serie B al secondo posto (ottenendo la promozione in entrambi i casi).
- 1998-99
- 2011-12

### Terzi posti
Il Torino ha chiuso per due volte il campionato di serie B al terzo posto. Nella stagione 2005-06 ottenne la promozione vincendo la finale play-off contro il Mantova. L'anno precedente, nonostante avesse vinto anche in quel caso i play-off, rimase in Serie B a causa del fallimento societario.
- 2004-05
- 2005-06

### I record in Serie B
- Maggior numero di vittorie in un campionato:
20 squadre: 22 (2000-01)
22 squadre: 24 (2011-12)
24 squadre: 14 (2003-04)
- Minor numero di vittorie in un campionato:
20 squadre: 13 (1996-97)
22 squadre: 15 (2010-11)
24 squadre: 14 (2003-04)
- Maggior numero di pareggi in un campionato:
20 squadre: 19 (1959-60)
22 squadre: 13 (2005-06; 2010-11)
24 squadre: 17 (2003-04)
- Minor numero di pareggi in un campionato:
20 squadre: 7 (2000-01)
22 squadre: 11 (2004-05; 2009-10; 2011-12)
24 squadre: 17 (2003-04)
- Maggior numero di sconfitte in un campionato:
20 squadre: 14 (1996-97)
22 squadre: 14 (2010-11)
24 squadre: 15 (2003-04)
- Minor numero di sconfitte in un campionato:
20 squadre: 3 (1959-60)
22 squadre: 7 (2011-12)
24 squadre: 15 (2003-04)
- Maggior numero di vittorie in casa:
20 squadre: 16 (1989-90)
22 squadre: 16 (2011-12)
24 squadre: 12 (2003-04)
- Minor numero di vittorie in casa:
20 squadre: 8 (1996-97)
22 squadre: 10 (2009-10; 2010-11)
24 squadre: 12 (2003-04)
- Maggior numero di vittorie in trasferta:
20 squadre: 10 (2000-01)
22 squadre: 9 (2009-10)
24 squadre: 2 (2003-04)
- Minor numero di vittorie in trasferta:
20 squadre: 3 (1989-90)
22 squadre: 5 (2010-11)
24 squadre: 2 (2003-04)
- Maggior numero di pareggi in casa:
20 squadre: 7 (1959-60)
22 squadre: 7 (2005-06)
24 squadre: 7 (2003-04)

- Minor numero di pareggi in casa:
20 squadre: 3 (1989-90; 1998-99)
22 squadre: 4 (2004-05; 2011-12)
24 squadre: 7 (2003-04)
- Maggior numero di pareggi in trasferta:
20 squadre: 12 (1959-60; 1989-90)
22 squadre: 8 (2010-11)
24 squadre: 10 (2003-04)
- Minor numero di pareggi in trasferta:
20 squadre: 2 (2000-01)
22 squadre: 5 (2009-10)
24 squadre: 10 (2003-04)
- Maggior numero di sconfitte in casa:
20 squadre: 6 (1996-97)
22 squadre: 6 (2010-11)
24 squadre: 4 (2003-04)
- Minor numero di sconfitte in casa:
20 squadre: 0 (1989-90)
22 squadre: 1 (2005-06; 2011-12)
24 squadre: 4 (2003-04)
- Maggior numero di sconfitte in trasferta:
20 squadre: 10 (2000-01)
22 squadre: 9 (2009-10)
24 squadre: 11 (2003-04)
- Minor numero di sconfitte in trasferta:
20 squadre: 3 (1989-90)
22 squadre: 5 (2010-11)
24 squadre: 11 (2003-04)
- Vittoria più larga in casa:
17 settembre 1989: Torino-Pescara 7-0 (1989-90)
- Vittoria più larga in trasferta:
26 marzo 2011: Ascoli-Torino 0-4 (2010-11)
- Sconfitta più larga in casa:
15 giugno 1997: Torino-Ravenna 0-4 (1996-97)
12 ottobre 1997: Torino-Venezia 0-4 (1997-98)
- Sconfitta più larga in trasferta:
15 maggio 1960: Novara-Torino 3-0 (1959-60)
15 gennaio 2011: Varese-Torino 3-0 (2010-11)

|}
| Punti - Maggior numero di punti ottenuti in una stagione: - Vittoria da 2 punti: 20 squadre: 53 punti (1989-90) - Vittoria da 3 punti (dal 1994): 20 squadre: 73 punti (2000-01) 22 squadre: 83 punti (2011-12) 24 squadre: 59 punti (2003-04) - Maggior numero di punti ottenuti in casa in una stagione: - Vittoria da 2 punti: 20 squadre: 35 punti (1989-90) - Vittoria da 3 punti (dal 1994): 20 squadre: 42 punti (1998-99) 22 squadre: 52 punti (2011-12) 24 squadre: 43 punti (2003-04) - Maggior numero di punti ottenuti in trasferta in una stagione: - Vittoria da 2 punti: 20 squadre: 22 punti (1959-60) - Vittoria da 3 punti (dal 1994): 20 squadre: 32 punti (2000-01) 22 squadre: 32 punti (2009-10) 24 squadre: 16 punti (2003-04) - Maggior numero di punti di vantaggio sulla seconda classificata: - Vittoria da 2 punti: 20 squadre: 2 punti (1989-90) - Vittoria da 3 punti (dal 1994): 20 squadre: 3 punti (2000-01) | Reti - Maggior numero di reti segnate in un campionato: 20 squadre: 63 (1989-90) 22 squadre: 57 (2011-12) 24 squadre: 57 (2003-04) - Minor numero di reti segnate in un campionato: 20 squadre: 44 (1959-60) 22 squadre: 49 (2004-05; 2010-11) 24 squadre: 57 (2003-04) - Maggior numero di reti subite in un campionato: 20 squadre: 48 (1996-97) 22 squadre: 48 (2010-11) 24 squadre: 54 (2003-04) - Minor numero di reti subite in un campionato: 20 squadre: 21 (1959-60) 22 squadre: 28 (2011-12) 24 squadre: 54 (2003-04) |

Fonte: archiviotoro.it, Agenda Granata 2 (resoconti stagionali)

## Coppa Italia e Supercoppa italiana

### Coppe Italia vinte

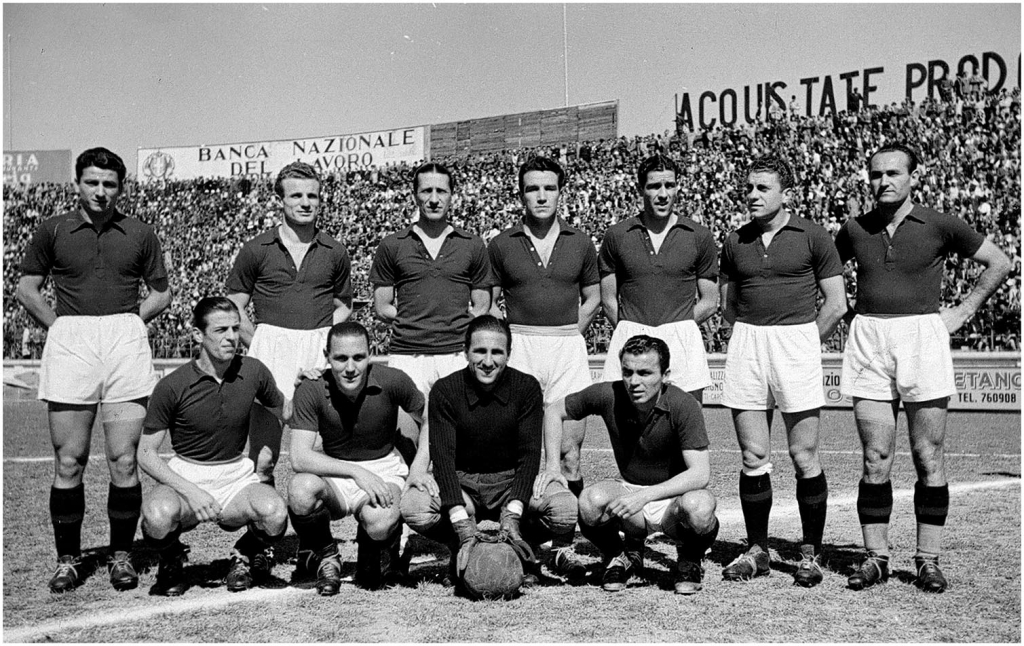
Il Torino autore del primo double in Italia, nel 1943.

Il Torino vincitore della Coppa Italia 1992-1993

Il Torino ha vinto 5 volte la Coppa Italia.
- 1935-36:  1º titolo

|        | Genova - Stadio Luigi Ferraris, 11 giugno 1936 |             |
| ------ | ---------------------------------------------- | ----------- |
| Torino | 5 - 1                                          | Alessandria |

- 1942-43:  2º titolo

Il Torino realizza il primo double di una squadra in Italia, vincendo scudetto e Coppa Italia nella stessa stagione.
|        | Milano- Stadio San Siro, 30 maggio 1943 |         |
| ------ | --------------------------------------- | ------- |
| Torino | 4 - 0                                   | Venezia |

- 1967-68:  3º titolo

Il Torino vincitore della Coppa Italia nel 1968

Il Torino concluse il gruppo finale (di cui facevano parte anche Milan, Inter e Bologna ) al primo posto con 9 punti.
| Squadra    | P.ti | G | V | N | P | GF | GS | DR |
| ---------- | ---- | - | - | - | - | -- | -- | -- |
| 1. Torino  | 9    | 6 | 3 | 3 | 0 | 9  | 2  | +7 |
| 2. Milan   | 7    | 6 | 2 | 3 | 1 | 8  | 6  | +2 |
| 3. Inter   | 4    | 6 | 1 | 2 | 3 | 7  | 10 | -3 |
| 4. Bologna | 4    | 6 | 1 | 2 | 3 | 6  | 12 | -6 |

- 1970-71:  4º titolo

Torino e Milan conclusero il gruppo finale con lo stesso punteggio (7 punti). Fu così necessario disputare uno spareggio.
|        | Genova- Stadio Luigi Ferraris, 27 giugno 1971 |       |
| ------ | --------------------------------------------- | ----- |
| Torino | 5 - 3 d.c.r.                                  | Milan |

- 1992-93:  5º titolo Il Torino vincitore della Coppa Italia 1992-1993

|        | Torino- Stadio Delle Alpi, 12 giugno 1993 |      |
| ------ | ----------------------------------------- | ---- |
| Torino | 3 - 0                                     | Roma |

|      | Roma- Stadio Olimpico, 19 giugno 1993 |        |
| ---- | ------------------------------------- | ------ |
| Roma | 5 - 2                                 | Torino |

### Secondi posti
Il Torino ha terminato 8 volte al secondo posto in Coppa Italia.
- 1937-38
- 1962-63
- 1963-64
- 1969-70
- 1979-80
- 1980-81
- 1981-82
- 1987-88

Il Torino finalista di Coppa Italia nel 1988

La miglior vittoria dei granata in questa competizione risale al 20 settembre 1942: Torino-Ancona 7-0. Il giocatore del Torino più presente nella Coppa Italia è Giorgio Ferrini(80) mentre Paolo Pulici è quello andato a segno più volte (29).

### Supercoppa italiana
In qualità di vincitore della Coppa Italia, il Torino giocò la Supercoppa italiana nel 1993 contro il Milan campione d'Italia. L'incontro terminò 1-0 per i rossoneri e venne disputato il 21 agosto a Washington per promuovere il calcio negli Stati Uniti.

#### Secondi posti
- 1993

## Competizioni internazionali

### Competizioni ufficiali UEFA

Il brasiliano Walter Casagrande, trascinatore del Torino nella Coppa UEFA 1991-92 con 6 gol, esulta dopo l'autogol di Rocha nella vittoriosa semifinale di ritorno contro il Real Madrid (2-0).

Il Torino ha partecipato 19 volte a competizioni organizzate ufficialmente dalla UEFA, disputando 97 incontri e ricavando 44 vittorie, 25 pareggi e 28 sconfitte. Per tre volte l’accesso fu il frutto di squalifiche di altri club: nel 1980 e nel 2019 del Milan, e nel 2014 del Parma, mentre nel 2002 la partecipazione in Intertoto avvenne per rinuncia dell'Atalanta. Il miglior traguardo raggiunto dai granata in competizioni ufficiali UEFA è la finale di Coppa UEFA 1991-92, persa per la regola del gol in trasferta contro l'Ajax (la gara d'andata a Torino finì 2-2, 0-0 il ritorno nei Paesi Bassi). Walter Casagrande fu l'autentico trascinatore dei torinesi: segnò un gol nella semifinale d'andata contro il Real Madrid (gara persa dal Toro per 2-1, ma nel ritorno a Torino i piemontesi ebbero la meglio per 2-0) e 2 gol nella finale d'andata contro l'Ajax.
La Coppa dei Campioni 1976-1977 è l'unica edizione del massimo torneo europeo a cui il Torino ha partecipato. L'esordio fu con gli svedesi del Malmö, sconfitti all'andata per 2-1, mentre la sfida di ritorno terminò con un pareggio (1-1). Agli ottavi di finale i granata incontrarono i tedeschi del Borussia Mönchengladbach: dopo la sconfitta all'andata (1-2 a Torino), lo 0-0 in Germania eliminò il Toro dal torneo. Da segnalare come nella gara di ritorno i piemontesi finirono in 8 giocatori, complice le espulsioni di Caporale, Zaccarelli e Castellini.
Nel 2014 il Torino tornò a giocare in una competizione UEFA dopo 12 anni dall'ultima volta. Il Toro, dopo aver terminato al secondo posto il Girone B, eliminò ai sedicesimi di finale l'Athletic Club, vincendo 3-2 al San Mamés (prima e unica squadra italiana a vincere sul campo dei baschi). I granata vennero poi eliminati agli ottavi di finale dallo Zenit Sankt-Peterburg: all'andata ebbero la meglio i russi (2-0) e la vittoria per 1-0 al ritorno non bastò ai piemontesi per passare il turno.
Il miglior marcatore del Torino in competizioni UEFA è Francesco Graziani con 8 reti (Walter Casagrande è lo straniero andato a segno più volte, 7) . Il giocatore più presente è invece Paolo Pulici con 26 partite disputate.
| Competizione UEFA                     | Partecipazioni | Debutto   | Ultima stagione | Totale |
| ------------------------------------- | -------------- | --------- | --------------- | ------ |
| Coppa dei Campioni / Champions League | 1              | 1976-1977 | 1976-1977       | 19     |
| Coppa UEFA / Europa League            | 13             | 1972-1973 | 2019-2020       | 19     |
| Coppa delle Coppe                     | 4              | 1964-1965 | 1993-1994       | 19     |
| Coppa Intertoto                       | 1              | 2002      | 2002            | 19     |

#### Bilancio stagione per stagione
G = partite giocate; V = vittorie; N= pareggio; P = sconfitta; GF = gol fatti; GS = gol subiti. 
| Competizione               | Traguardo raggiunto | Eliminato da          | Paese       | G  | V | N | P | GF | GS |
| -------------------------- | ------------------- | --------------------- | ----------- | -- | - | - | - | -- | -- |
| Coppa delle Coppe 1964-65  | Semifinale          | Monaco 1860           | Germania    | 9  | 5 | 2 | 2 | 17 | 10 |
| Coppa delle Coppe 1968-69  | Quarti di finale    | Slovan Bratislava     | Slovacchia  | 4  | 1 | 0 | 3 | 4  | 5  |
| Coppa delle Coppe 1971-72  | Quarti di finale    | Rangers               | Scozia      | 6  | 3 | 2 | 1 | 7  | 2  |
| Coppa UEFA 1972-73         | 32.mi di finale     | Las Palmas            | Spagna      | 2  | 1 | 0 | 1 | 2  | 4  |
| Coppa UEFA 1973-74         | 32.mi di finale     | Lokomotive Lipsia     | Germania    | 2  | 0 | 0 | 2 | 2  | 4  |
| Coppa UEFA 1974-75         | 32.mi di finale     | Fortuna Düsseldorf    | Germania    | 2  | 0 | 1 | 1 | 2  | 4  |
| Coppa dei Campioni 1976-77 | Ottavi di finale    | Borussia M'gladbach   | Germania    | 4  | 1 | 2 | 1 | 4  | 4  |
| Coppa UEFA 1977-78         | Ottavi di finale    | Bastia                | Francia     | 6  | 2 | 1 | 3 | 10 | 8  |
| Coppa UEFA 1978-79         | 32.mi di finale     | Sporting Gijón        | Spagna      | 2  | 1 | 0 | 1 | 1  | 3  |
| Coppa UEFA 1979-80         | 32.mi di finale     | Stoccarda             | Germania    | 2  | 1 | 0 | 1 | 2  | 2  |
| Coppa UEFA 1980-81         | Ottavi di finale    | Grasshoppers          | Svizzera    | 6  | 3 | 1 | 2 | 10 | 8  |
| Coppa UEFA 1985-86         | 16.mi di finale     | Hajduk Spalato        | Croazia     | 4  | 1 | 2 | 1 | 5  | 6  |
| Coppa UEFA 1986-87         | Quarti di finale    | Swarovski Tirol       | Austria     | 8  | 4 | 3 | 1 | 14 | 5  |
| Coppa UEFA 1991-92         | Finale              | Ajax                  | Paesi Bassi | 12 | 7 | 4 | 1 | 21 | 7  |
| Coppa UEFA 1992-93         | 16.mi di finale     | Dinamo Mosca          | Russia      | 4  | 1 | 1 | 2 | 4  | 3  |
| Coppa delle Coppe 1993-94  | Quarti di finale    | Arsenal               | Inghilterra | 6  | 3 | 1 | 2 | 8  | 6  |
| Coppa Intertoto 2002       | Terzo turno         | Villarreal            | Spagna      | 4  | 2 | 1 | 1 | 4  | 3  |
| UEFA Europa League 2014-15 | Ottavi di finale    | Zenit San Pietroburgo | Russia      | 14 | 8 | 4 | 2 | 23 | 9  |
| UEFA Europa League 2019-20 | Play-off            | Wolverhampton         | Inghilterra | 6  | 3 | 1 | 2 | 16 | 7  |

Fonte: Colombero, Pacifico, p. 245

#### Bilancio squadra per squadra

Enrico Annoni contrasta Dennis Bergkamp nella finale di andata della Coppa UEFA 1991-92 tra Torino e Ajax.

La squadra più incontrata dai granata è la Dinamo Zagrabia : 2 gare nella Coppa delle Coppe 1964-1965 (una vittoria e un pareggio per i piemontesi) e altre due partite nella Coppa UEFA 1977-1978 (una vittoria per entrambe le squadre).
 G = partite giocate; V = vittorie; N = pareggi; S = sconfitte; GF = gol fatti; GS = gol subiti. 
Saldo vittorie-sconfitte:  = positivo;  = neutro;  = negativo.
| Squadra               | Paese       | Data ultimo incontro | Competizione       | G | V | N | P | GF | GS | Saldo |
| --------------------- | ----------- | -------------------- | ------------------ | - | - | - | - | -- | -- | ----- |
| Partizani Tirana      | Albania     | 02/10/1968           | Coppa delle Coppe  | 2 | 1 | 0 | 1 | 3  | 2  |       |
| Austria Vienna        | Austria     | 03/11/1971           | Coppa delle Coppe  | 2 | 1 | 1 | 0 | 1  | 0  |       |
| Swarovski Tirol       | Austria     | 18/03/1987           | Coppa UEFA         | 2 | 0 | 1 | 1 | 1  | 2  |       |
| Bregenz               | Austria     | 14/07/2002           | Coppa Intertoto    | 2 | 1 | 1 | 0 | 2  | 1  |       |
| Club Bruges           | Belgio      | 27/11/2014           | Europa League      | 2 | 0 | 2 | 0 | 0  | 0  |       |
| KSK Beveren           | Belgio      | 10/12/1986           | Coppa UEFA         | 2 | 2 | 0 | 0 | 3  | 1  |       |
| RWD Molenbeek         | Belgio      | 01/10/1980           | Coppa UEFA         | 2 | 1 | 1 | 0 | 4  | 3  |       |
| Šachcër Salihorsk     | Bielorussia | 15/08/2019           | Europa League      | 2 | 1 | 1 | 0 | 6  | 1  |       |
| APOEL                 | Cipro       | 28/09/1977           | Coppa UEFA         | 2 | 1 | 1 | 0 | 4  | 1  |       |
| Dinamo Zagabria       | Croazia     | 02/11/1977           | Coppa UEFA         | 4 | 2 | 1 | 1 | 6  | 4  |       |
| Hajduk Spalato        | Croazia     | 06/11/1985           | Coppa UEFA         | 2 | 0 | 1 | 1 | 2  | 4  |       |
| RNK Spalato           | Croazia     | 28/08/2014           | Europa League      | 2 | 1 | 1 | 0 | 1  | 0  |       |
| B 1903                | Danimarca   | 19/03/1992           | Coppa UEFA         | 2 | 2 | 0 | 0 | 3  | 0  |       |
| Copenaghen            | Danimarca   | 11/12/2014           | Europa League      | 2 | 2 | 0 | 0 | 6  | 1  |       |
| Haka                  | Finlandia   | 06/12/1964           | Coppa delle Coppe  | 2 | 2 | 0 | 0 | 6  | 0  |       |
| HJK                   | Finlandia   | 06/11/2014           | Europa League      | 2 | 1 | 0 | 1 | 3  | 2  |       |
| Nantes                | Francia     | 01/10/1986           | Coppa UEFA         | 2 | 1 | 1 | 0 | 5  | 1  |       |
| Bastia                | Francia     | 07/12/1977           | Coppa UEFA         | 2 | 0 | 0 | 2 | 3  | 5  |       |
| Lokomotive Lipsia     | Germania    | 03/10/1973           | Coppa UEFA         | 2 | 0 | 0 | 2 | 2  | 4  |       |
| Magdeburgo            | Germania    | 05/11/1980           | Coppa UEFA         | 2 | 1 | 0 | 1 | 3  | 2  |       |
| Stoccarda             | Germania    | 03/10/1979           | Coppa UEFA         | 2 | 1 | 0 | 1 | 1  | 1  |       |
| Fortuna Düsseldorf    | Germania    | 25/09/1974           | Coppa UEFA         | 2 | 0 | 1 | 1 | 2  | 4  |       |
| Borussia M'gladbach   | Germania    | 03/11/1976           | Coppa dei Campioni | 2 | 0 | 1 | 1 | 1  | 2  |       |
| Monaco 1860           | Germania    | 05/05/1965           | Coppa delle Coppe  | 3 | 1 | 0 | 2 | 3  | 5  |       |
| Panathīnaïkos         | Grecia      | 02/10/1985           | Coppa UEFA         | 2 | 1 | 1 | 0 | 3  | 2  |       |
| AEK Atene             | Grecia      | 11/12/1991           | Coppa UEFA         | 2 | 1 | 1 | 0 | 3  | 2  |       |
| Arsenal               | Inghilterra | 15/03/1994           | Coppa delle Coppe  | 2 | 0 | 1 | 1 | 0  | 1  |       |
| Wolverhampton         | Inghilterra | 29/08/2019           | Europa League      | 2 | 0 | 0 | 2 | 3  | 5  |       |
| Limerick              | Irlanda     | 29/09/1971           | Coppa delle Coppe  | 2 | 2 | 0 | 0 | 5  | 0  |       |
| KR Reykjavík          | Islanda     | 02/10/1991           | Coppa UEFA         | 2 | 2 | 0 | 0 | 8  | 1  |       |
| Lillestrøm            | Norvegia    | 29/09/1993           | Coppa delle Coppe  | 2 | 1 | 0 | 1 | 3  | 2  |       |
| Ajax                  | Paesi Bassi | 13/05/1992           | Coppa UEFA         | 2 | 0 | 2 | 0 | 2  | 2  |       |
| Fortuna '54           | Paesi Bassi | 07/10/1964           | Coppa delle Coppe  | 2 | 1 | 1 | 0 | 5  | 3  |       |
| Boavista              | Portogallo  | 06/11/1991           | Coppa UEFA         | 2 | 1 | 1 | 0 | 2  | 0  |       |
| Dinamo Mosca          | Russia      | 05/11/1992           | Coppa UEFA         | 2 | 0 | 1 | 1 | 1  | 2  |       |
| Zenit San Pietroburgo | Russia      | 19/03/2015           | Europa League      | 2 | 1 | 0 | 1 | 1  | 2  |       |
| Aberdeen              | Scozia      | 03/11/1993           | Coppa delle Coppe  | 2 | 2 | 0 | 0 | 5  | 3  |       |
| Rangers               | Scozia      | 22/03/1972           | Coppa delle Coppe  | 2 | 0 | 0 | 2 | 1  | 2  |       |
| Slovan Bratislava     | Slovacchia  | 05/03/1969           | Coppa delle Coppe  | 2 | 0 | 0 | 2 | 1  | 3  |       |
| Athletic Bilbao       | Spagna      | 26/02/2015           | Europa League      | 2 | 1 | 1 | 0 | 5  | 4  |       |
| Real Madrid           | Spagna      | 15/04/1992           | Coppa UEFA         | 2 | 1 | 0 | 1 | 3  | 2  |       |
| Sporting Gijón        | Spagna      | 27/09/1978           | Coppa UEFA         | 2 | 1 | 0 | 1 | 1  | 3  |       |
| Las Palmas            | Spagna      | 27/09/1972           | Coppa UEFA         | 2 | 1 | 0 | 1 | 2  | 4  |       |
| Villarreal            | Spagna      | 28/07/2002           | Coppa Intertoto    | 2 | 1 | 0 | 1 | 2  | 2  |       |
| Brommapojkarna        | Svezia      | 07/08/2014           | Europa League      | 2 | 2 | 0 | 0 | 7  | 0  |       |
| IFK Norrköping        | Svezia      | 01/10/1992           | Coppa UEFA         | 2 | 1 | 0 | 1 | 3  | 2  |       |
| Malmö FF              | Svezia      | 29/09/1976           | Coppa dei Campioni | 2 | 1 | 1 | 0 | 3  | 2  |       |
| Grasshoppers          | Svizzera    | 10/12/1980           | Coppa UEFA         | 2 | 1 | 0 | 1 | 3  | 3  |       |
| Győri ETO             | Ungheria    | 05/11/1986           | Coppa UEFA         | 2 | 1 | 1 | 0 | 5  | 1  |       |
| Debrecen              | Ungheria    | 01/08/2019           | Europa League      | 2 | 2 | 0 | 0 | 7  | 1  |       |

Fonte: calcio.com, archiviotoro.it

### Competizioni non organizzate dalla UEFA

Il Torino vincitore della Coppa Mitropa nel 1991.

Il Torino raggiunse la vittoria della Coppa Mitropa nell'edizione 1991 grazie al 2-1 inflitto al Pisa in finale. Per l'occasione tornò a vestire la maglia granata il brasiliano Júnior.Il Toro contribuì inoltre alla vittoria italiana della Coppa dell'Amicizia italo-francese 1960 pareggiando all'andata e vincendo al ritorno contro il Nancy.
 G = partite giocate; V = vittorie; N= pareggio; P = sconfitta; GF = gol fatti; GS = gol subiti. 
| Competizione                                   | Traguardo raggiunto | Eliminato da         | Paese       | G | V | N | P | GF | GS |
| ---------------------------------------------- | ------------------- | -------------------- | ----------- | - | - | - | - | -- | -- |
| Coppa dell'Europa Centrale 1936                | Ottavi di finale    | Újpest Football Club | Ungheria    | 4 | 3 | 0 | 1 | 13 | 7  |
| Coppa Latina 1949                              | Terzo posto         |                      |             | 2 | 1 | 0 | 1 | 6  | 6  |
| Coppa dell'Amicizia italo-francese 1960        | LNP vincitrice      |                      |             | 2 | 1 | 1 | 0 | 2  | 1  |
| Coppa Mitropa 1962                             | Fase a gironi       |                      |             | 3 | 1 | 0 | 2 | 8  | 12 |
| Coppa dell'Amicizia italo-franco-svizzera 1962 | Finale              | Racing Club de Lens  | Francia     | 8 | 4 | 3 | 1 | 12 | 9  |
| Coppa Mitropa 1963                             | Semifinale          | Vasas Sport Club     | Ungheria    | 4 | 2 | 0 | 2 | 8  | 8  |
| Coppa delle Fiere 1965-1966                    | 1º turno            | Leeds United         | Inghilterra | 2 | 0 | 1 | 1 | 1  | 2  |
| Coppa delle Alpi 1967                          | Quarto posto        |                      |             | 5 | 1 | 3 | 1 | 3  | 3  |
| Coppa Anglo-Italiana 1973                      | Fase a gironi       |                      |             | 4 | 0 | 2 | 2 | 3  | 8  |
| Coppa Mitropa 1991                             | Vincitore           |                      |             | 3 | 2 | 1 | 0 | 3  | 1  |

Fonte: archiviotoro.it

### Competizioni amichevoli

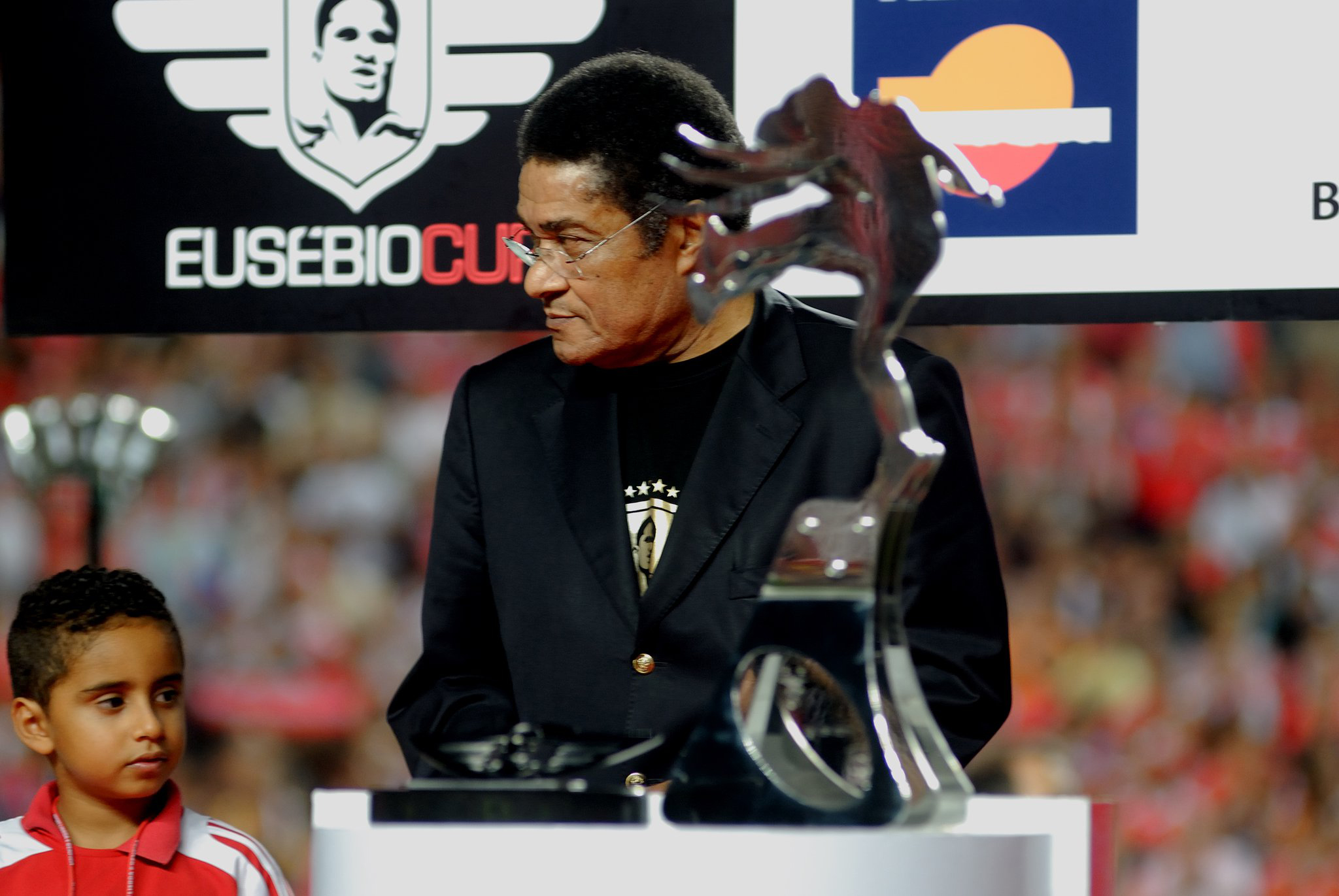
Eusèbio nel 2011 accanto al trofeo in palio.

Il 28 luglio 2016 il Torino venne invitato dal Benfica a disputare la Eusebio Cup, trofeo organizzato dai lusitani in onore di Eusebio. I granata vinsero l'incontro 6-5 dopo i calci di rigore (l'incontrò terminò 1-1 nei tempi regolamentari).
 G = partite giocate; V = vittorie; N= pareggio; P = sconfitta; GF = gol fatti; GS = gol subiti. 
| Competizione     | Traguardo raggiunto | Avversario           | Paese      | G | V | N | P | GF | GS |
| ---------------- | ------------------- | -------------------- | ---------- | - | - | - | - | -- | -- |
| Eusébio Cup 2016 | Vincitore           | Sport Lisboa Benfica | Portogallo | 1 | 1 | 0 | 0 | 1  | 1  |